# MyGO!!!!!

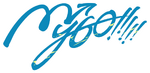
MyGO!!!!!

MyGO!!!!!(마이고)는 미디어 믹스 작품 「BanG Dream!」시리즈 에 등장하는 걸즈 밴드 , 및 담당 성우 들에 의한 성우 유닛이다.
2022년에 개시한 신 프로젝트 의 명칭 및 그 주역 밴드이며, TV 애니메이션「BanG Dream! It's MyGO!!!!!」로 주역 밴드 를 담당하고 있다.

## 개요
「번들리! 에서 태어난" 현실 ( 리얼 )"과 "가상( 캐릭터 )" 이 동기 하는 밴드 "로서 2022년 4월 에 태어난 걸즈 밴드 . 당초는 캐릭터 의 이름 과 파트 만 공개 되었고, 담당 성우 는 비공개인 리얼 밴드 에서 활동하고 있었다. 2023년 4월 9일에 개최된 4th LIVE「앞으로 나아가는 소리 속에서」에 애니메이션화 가 발표된 것과 동시에 캐스트 가 공개 되었다.
밴드 의 요미는 「마이고」이며, 의미는 그대로 「미아」. 헤매면서도 앞으로 나아가기로 결정한 5명으로 결성된 걸스 밴드 인 것이 표현되고 있다. 덧붙여서 처음에는 「미아 의 밴드」라고 하는 밴드명 이었다.
각 멤버 의 성은 , 도쿄도 도시마구 에 실재 하는 지명( 시이나 만 구지명)에서 유래하지만, 모두 야마노테선보다 서쪽, 도쿄 메트로 유라쿠초선 과 세이부 이케부쿠로 선의 연선인 점이 공통되고 있다.
중학 시대에 소속되어 있던 밴드가 해산해 버려, 음악 으로부터 떨어져 있던 등이었지만, 애음 과의 만남을 계기로 다시 밴드 를 시작하게 되었다. 지금까지 기존 밴드 와 비교해 도 멤버 의 개성은 흠뻑 빠져서 , 각각이 다른 생각을 안고 있기 때문에, 긍정할 수 없는 생각도, 대답의 발견되지 않는 고민도, 모두 안고, 그녀들 은 길을 잃은 채로 돌진하고 있다. 애니메이션 에서는 지금까지 기존 밴드가 보여준 기스기스 를 더욱 초월한 애증 극이 펼쳐져 해산 직전부터 기적적인 부활 을 완수한 것으로 화제 가 되었다.
Poppin'Party 나 Afterglow 와 같이 트윈 기타 편성 이지만, 키보드 담당은 없고, 보컬 도 전임이 되고 있다. 곡조는 팩 록계 로 질주감이 있는 격렬한 곡조에 투명감 넘치는 보컬 의 목소리 가 특징적. 가사 는 보컬 다카마츠 등 의 '마음의 외침'을 그대로 가사 로 한 것이기 때문에 메시지 성이 강하다 .
활동 당초의 단계에서는 기존 시리즈 와의 연결도 명확하게 나타내지 않았지만, 멤버 가 기존의 7 밴드 의 면면과 같은 학교 에 다니고 있는 것 등으로부터, 동일한 시계열 · 세계 선인 것이 분명해진다 .
2023년 9월 16일 오전 0시부터 '번 들리 ! 걸즈 밴드 파티 !'에 구현 된다.

## 리얼 밴드로서의 활동
성우 유닛 으로서의 활동은 2022년 4월 부터 스타트 하고 있어 「" 현실 ( 리얼 )"과 "가상( 캐릭터 )"가 동기 하는 밴드」를 컨셉으로 YouTube 채널 이 일어나, 정보 가 해금이 되었다. 당초는 담당 성우 가 비공개이며 라이브 에서도 그녀들 의 얼굴을 확인할 수 없는 연출이 되었다.
2022년 7월 3일 , 도쿄 시부야 · 도겐자카 의 라이브 스페이스「duo MUSIC EX CHANGE」에서 1st LIVE「우리는 여기에서 외친다」가 개최.
2022년 11월 9일에 1st 싱글 ' 미성 규'가 발매되어 메이저 데뷔를 한다.
그 후도 담당 성우 의 이름 이 공개 되지 않은 채 라이브 활동을 하고 있다.
2023년 4월 9일 , TACHIKAWA STAGE GARDEN 에서 개최 된 , MyGO!!!!! 열린다.
2023년 8월 27일 , 「Animelo Summer Live 2023 - AXEL- DAY3( 애니사마 2023)」에 출연.